# Roman Stanisław Sanguszko

Stemma Sanguszko

Roman Stanisław Sanguszko (Slavuta, 6 maggio 1800 – Slavuta, 26 marzo 1881) è stato un nobile e politico polacco.

## Biografia
Roman Stanisław era il primo figlio maschio di Eustachy Erazm Sanguszko, e di sua moglie, Klementyna Czartoryska, figlia di Józef Klemens Czartoryski e quindi l'erede della fortuna della famiglia Sanguszko, una delle famiglie più ricche e importanti dell'ex Commonwealth polacco-lituano.

## Carriera
All'inizio della sua giovinezza fu costretto a unirsi alla Guardia Imperiale russa, poiché lo zar Alessandro I di Russia chiese che tutti gli eredi delle famiglie aristocratiche fossero inviati alle scuole militari russe come garanzia della lealtà delle loro famiglie. Tuttavia, dopo un breve servizio, Sanguszko è stato autorizzato a tornare a casa a causa delle sue cattive condizioni di salute. Si trasferì a Berlino, dove si è laureato presso l'università locale.
In seguito alla morte della moglie, Sanguszko, disperato, decise di unirsi ai frati cappuccini, ma cambiò idea dopo lo scoppio della rivolta di novembre contro la Russia. Poco dopo aver lasciato il convento si unì all'esercito polacco e prestò servizio con distinzione in diverse battaglie, in particolare a Lubartów e Zamość. Salì rapidamente di grado e nel 1831 divenne aiutante del generale Jan Skrzynecki, ma nel giugno di quell'anno viene fatto prigioniero dai russi. Imprigionato a Kiev, fu processato per alto tradimento, poiché la corte lo considerava un cittadino della Russia piuttosto che del Commonwealth. Gli venne suggerito che avrebbe potuto essere perdonato se avesse rinunciato alla sua lealtà ai leader del Commonwealth della rivolta, ma Sanguszko rifiutò e la corte lo ha condannato alla perdita dello status di nobile, alla confisca di tutte le proprietà (una delle più grandi fortune della regione) e venne esiliato in Siberia. Per evitare di perdere la maggior parte della proprietà, Sanguszko le intestò a sua figlia. Il 18 dicembre 1831 fu costretto a percorrere in catene l'intera strada per la Siberia (circa 3300 km) per la sua parte nell'insurrezione, come era consuetudine all'epoca.
Subito dopo il suo arrivo, fu arruolato nell'esercito russo e trasferito nel Caucaso, dove fu costretto a combattere contro la ribellione di Shamil. Privato dei suoi diritti, ha prestato servizio come privato nel reggimento Tengin. Ebbe una grave perdita dell'udito a causa di un incidente con un cavallo. Per il suo coraggio, fu nuovamente promosso al grado di ufficiale e finalmente nel 1845 gli fu permesso di tornare al suo maniero a Slavuta.

## Matrimonio
Sposò, il 14 maggio 1829 a Varsavia, la contessa Natalia Potocka (1807-17 novembre 1830), figlia di Aleksander Stanisław Potocki. Ebbero una figlia:
- Maria Klementyna Sanguszko (30 marzo 1830-17 ottobre 1903), sposò il conte Alfred Józef Potocki

## Morte
Lasciato la maggior parte delle proprietà della sua famiglia nelle mani della figlia, Sanguszko si concentrò invece sullo sviluppo economico di Slavuta. Avviò diverse attività e con il tempo la sua terra è diventata una delle proprietà più industrializzate della zona. Oltre allo stabilimento tessile (con una filiale a Tarnów), fondò anche uno zuccherificio, una cartiera, un'acciaieria e una segheria. Ha anche creato un grande allevamento di cavalli specializzato nell'allevamento di cavalli da corsa. Infine, ha notevolmente ampliato la biblioteca del maniero. Con più di 6000 volumi è stata una delle più grandi collezioni di questo tipo nella regione.
Morì il 26 marzo 1881 e fu sepolto nella cripta della locale chiesa di Santa Dorotea.
La sua vita è l'argomento di "Prince Roman" (1910), uno dei racconti di Joseph Conrad.